# Cardamine petiolulata
Cardamine petiolulata là một loài thực vật có hoa trong họ Cải. Loài này được Phil. ex O.E.Schulz mô tả khoa học đầu tiên năm 1903.